# Ministerul Culturii (Republica Moldova)
Ministerul Culturii (MC) este unul din cele 13 ministere ale Guvernului Republicii Moldova care elabora și asigura aplicarea strategiilor și politicilor în domeniile culturii, artei, cultelor, cinematografiei și audiovizualului. 

## Structură
- Cabinetul ministrului (cu statut de secție)
- Direcția generală strategii și politici culturale
- Direcția patrimoniu cultural și arte vizuale
- Direcția politici culturale în teritoriu și cultură scrisă
- Direcția arte profesioniste, învățămînt artistic și industrii culturale
- Direcția finanțe și evidență contabilă
- Direcția analiză, monitorizare și evaluarea politicilor
- Secția integrare europeană, relații și proiecte internaționale

## Istoric denumiri
Ministerul Culturii a fost înființat la 6 iunie 1990. Ulterior, pe parcursul anilor, în urma restructurărilor din cadrul Guvernului RM, denumirea instituției s-a modificat de mai multe ori.
- Ministerul Culturii și Cultelor (1990–1994)
- Ministerul Culturii și Turismului (2005–2009)
- Ministerul Culturii (1994–2005); (2009–2017); (2021–prezent)

## Conducere
- Ministru – Sergiu Prodan
- Secretar general – Ana Varzari
- Secretari de stat – Andrei Chistol și Vladimir Vornic

## Lista miniștrilor
| №  | Nume (naștere–deces)        | Portret                                  | Mandat             | Mandat             | Guvern                        |
| -- | --------------------------- | ---------------------------------------- | ------------------ | ------------------ | ----------------------------- |
| 1  | Ion Ungureanu (1935–2017)   |                                          | 6 iunie 1990       | 5 aprilie 1994     | Druc Muravschi Sangheli I     |
| 2  | Mihail Cibotaru (1934–2021) |                                          | 5 aprilie 1994     | 24 ianuarie 1997   | Sangheli II                   |
| 3  | Ghenadie Ciobanu (1957–)    | Ghenadie Ciobanu (15524640856) (cropped) | 24 ianuarie 1997   | 19 aprilie 2001    | Ciubuc I–II Sturza Braghiș    |
| 4  | Ion Păcuraru (1952–)        |                                          | 19 aprilie 2001    | 23 decembrie 2002  | Tarlev I                      |
| 5  | Veaceslav Madan (1948–)     |                                          | 23 decembrie 2002  | 19 aprilie 2005    | Tarlev I                      |
| 6  | Artur Cozma (1967–)         |                                          | 19 aprilie 2005    | 1 decembrie 2008   | Tarlev II Greceanîi I         |
| 7  | Mihail Barbulat (1971–)     |                                          | 10 iunie           | 25 septembrie 2009 | Greceanîi II                  |
| 8  | Boris Focșa (1968–)         |                                          | 25 septembrie 2009 | 30 mai 2013        | Filat I–II                    |
| 9  | Monica Babuc (1964–)        |                                          | 30 mai 2013        | 26 iulie 2017      | Leancă Gaburici Streleț Filip |
| 10 | Sergiu Prodan (1963–)       |                                          | din 6 august 2021  |                    | Gavrilița Recean              |